# Сарацин (опера)
«Сарацин» ― опера русского композитора Цезаря Кюи в четырёх действиях, написанная в 1896—1898 годах по либретто Владимира Стасова, основанному на пьесе Александра Дюма-отца «Карл VII у своих вассалов». Премьера оперы состоялась 2 ноября 1899 года (по старому стилю) в Мариинском театре Санкт-Петербурга под управлением дирижёра Эдуарда Направника. В 1902 году состоялась премьера в Театре Солодовникова с участием артистов Московской частной русской оперы, хотя впоследствии произведение так и не вошло в стандартный оперный репертуар.
По мнению исследователей, «Сарацин» в некоторой степени следует рассматривать как продолжение оперы Петра Чайковского «Орлеанская дева», поскольку сюжет произведения Кюи вращается вокруг того же Карла VII, но уже в более позднее время.

## Персонажи
- Карл VII, король Франции: тенор
- Граф Савуази: бас
- Якуб, сарацин : баритон
- Беранжера, графиня Савуази: сопрано
- Аньеса Сорель : сопрано
- Дюнуа: баритон
- Изабелла: (немая роль)
- Раймонд: бас
- Андрей: тенор
- Лучник: баритон
- Капеллан: бас
- Казначей: баритон
- Паж: сопрано
- 1-й часовой: тенор
- 2-й часовой: тенор
- Лучники, охотники, трубачи, придворные короля и графа Савойского: хор

## Сюжет
Действие происходит в замке графа Савуази во Франции начала XV века.

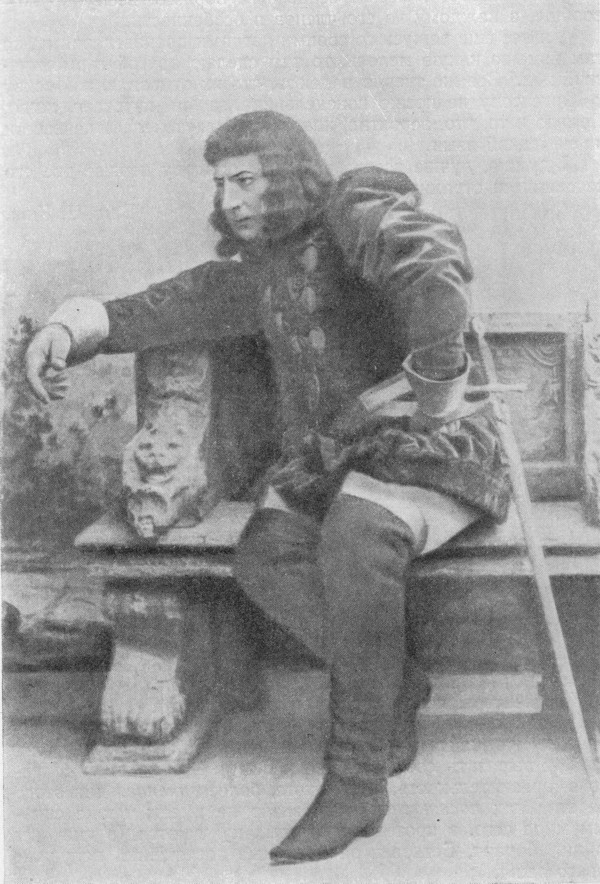
Иван Ершов в роли Карла VII. Премьера 1899 года

Действие I. Хор лучников весело поёт, пока Граф отсутствует. Когда Андрей показывает всем тушу оленя, которого он только что убил, Якуб рассказывает историю о том, как он, будучи мальчиком в Египте, убил льва, который охотился на стадо его отца.
Входит Раймонд, напоминая Якубу о том, как однажды он спас сарацину жизнь, и представляет письмо папы Бенедикта XIII. Все крестятся, кроме Якуба. Поднимается шум, все присутствующие требуют казнить Якуба. Беранжера призывает всех к спокойствию. Она спрашивает его, что случилось, и тот рассказывает о своей жизни до того, как он попал в плен к Раймонду. Когда она говорит, что её собственные страдания больше, чем его, он видит в ней утешающего ангела и обещает убить каждого, кто делает её несчастной.
Капеллан входит с людьми, чтобы помолиться, чтобы у графа появился наследник. Он читает отрывок из библейской истории о Сарре, Аврааме и Агари. Когда они молятся, Раймонд приказывает Якубу преклонить колени, сарацин отказывается. Вспыхивает конфликт, во время которого Якуб убивает Раймонда кинжалом. Граф Савуази появляется на сцене и призывает к суду над Якубом, после чего капеллан возносит молитву за душу Раймонда.
Действие II. Капеллан говорит Беранжере, что её брак с графом расторгнут по указу папы и она должна уйти в монастырь. Она уходит. Убедившись, что капеллан донёс до неё весть, граф рассуждает о том, что его развод необходим, поскольку Франции нужен наследник.
Начинается суд над Якубом. Паж объявляет о прибытии короля, поэтому процесс будет происходить в его присутствии. После того, как король и Аньеса входят в зал, Якуб оправдывает себя тем, что он был лишен свободы. Граф объявляет смертный приговор, но король вмешивается и милует Якуба.
Король просит всех разойтись, кроме графа, чтобы обсудить его преданность. Оказывается, что король приехал в этот край для того, чтобы поохотиться. Когда Аньеса зовёт короля спать, граф лично встаёт на стражу возле его покоев.
Действие III. Наступает утро. Савуази, всё ещё настороже, надеясь, что прибудут добрые вести о победе над англичанами. Король и Аньеса приветствуют новый день. Монарх говорит, что он отдал бы свою корону за то, чтобы быть с Аньесой вместе. Снаружи слышится грохот.
Входит граф, настаивая на том, что король должен отправиться во Францию чтобы возвратить бразды правления. Тот, однако, решает отправиться на охоту и уходит. Граф упрекает Аньесу в том, что она заставила короля отвлечься от его монарших обязанностей.
Готовится охота. Входит король и узнает от Дюнуа, что его военачальники попали в плен. Затем появляется Аньеса. Она говорит королю, что он не является достойным монархом своей страны и что она собирается присоединиться к победителю в войне (герцогу Бедфорду), король приходит в себя и призывает всех к битве с англичанами.
Действие IV. Одна лишь Беранжера страдает. Савуази случайно встречает её в замке. Она просит прощения, но тот говорит ей, что уже слишком поздно. Проклиная его, она выходит, чтобы подготовиться к отъезду.
Входит Якуб, решив снова довериться графу. Граф говорит капеллану препроводить свою бывшую жену в монастырь и немедленно вернуться, чтобы присутствовать на его свадьбе с Изабеллой; граф уходит.
После того, как женщина, одетая, как Беранжера, уходит с капелланом, сама Беранжера выходит из покоев, чем пугает Якуба, который сообщает ей о предстоящей свадьбе. Она отказывается верить в это, пока не прибудет Изабелла и пока она не встретит графа. Беранжера напоминает Якубу о его обещании убить её мучителя. Сначала он отказывается убивать графа, поскольку тот спас его в пустыне, но когда она говорит ему, что она будет любить графа, пока он жив, Якуб решает убить его.
Хор поёт молитву «Gloria Patri». Со свадебной церемонии возвращаются граф Савуази и Изабелла и идут в свои покои. Якуб следует за ними. Граф получает удар ножом за кулисами и кричит от боли, после чего Бернажера выпивает яд. Когда Якуб выбегает из свадебного зала, за ним следует раненый граф. Беранжера берёт на себя прямую ответственность за убийство своего мужа. Граф умирает, а Якуб умоляет Беранжеру убежать вместе с ним, но она тоже умирает, а Якуб остаётся один, в отчаянии от того, что она сделала с ним.

## Известные музыкальные отрывки
В этой опере композитор делает первую попытку написания каждого акта в партитуре без разделения на отдельные отрывки или сцены (возможно, в подражание музыкальным драмам Рихарда Вагнера). Тем не менее, несколько музыкальных фрагментов всё-таки можно вычленить (как это было сделано издателем П. Юргенсоном).
- Оркестровое вступление
- Графская колыбельная. «Спи, спокойно спи» (конец II акта)
- «Gloria Patri» и свадебная молитва (IV действие)